# Período (física)
Na área de física, é chamado de período o tempo necessário para que um movimento realizado por um corpo volte a se repetir. 
Por exemplo, em um relógio de pêndulo, o período do pêndulo é determinado pelo tempo que este leva para realizar o movimento de ida e de volta. Nota-se que, depois deste período, o pêndulo fará o mesmo movimento novamente, ou seja, se repetirá.
No Sistema Internacional de Unidades (SI), é usualmente representado pela letra T, e é medido em segundos. O inverso do período é chamado de frequência.
Ou seja:
{\displaystyle T={\frac {1}{f}}}
Onde:
- T = período
- f = frequência